# Californium(II)-iodid
Californium(II)-iodid ist ein Iodid des künstlichen Elements und Actinoids Californium mit der Summenformel CfI2. Es ist ein tiefvioletter Feststoff und konnte in Mikrogramm-Mengen im Hochvakuum hergestellt werden. Es wird aus Californium(III)-iodid (CfI3) durch Reduktion mit hochreinem Wasserstoff (H2) bei 570 °C in einer Quarzkapillare dargestellt:
{\displaystyle {\ce {2 CfI3 + H2 -> 2 CfI2 + 2 HI}}}
Bei geringfügig höheren Temperaturen schmilzt es und reagiert mit dem Siliciumdioxid der Glaswände, wobei sich u. a. CfOI bildet.
Es besitzt zwei kristalline Modifikationen: eine rhomboedrische, bei Raumtemperatur stabile Struktur vom CdCl2-Typ mit a = 743,4 ± 1,1 pm und α = 35,83 ± 0,07°, und eine trigonale, metastabile Struktur vom CdI2-Typ (Polytyp 2H) mit a = 455,7 ± 0,4 pm und c = 699,2 ± 0,6 pm. Die optischen Spektren zeigen Absorptionsbanden im Wellenlängenbereich von 300 bis 1100 nm, die die Anwesenheit von Cf(II) belegen.